# Jan Bach
Johannes Adam (Jan) Bach jr. (Rotterdam, 6 april 1905 - San Remo, 24 september 1970) was een Nederlandse luchtvaartpionier met een carrière als militair-, marine- en burgerpiloot. Hij was invlieger bij Koolhoven (onder andere FK-49, 50 & 51). Als auteur schreef hij onder andere Het Vliegerhandboek (1935), en was oprichter en mede-eigenaar van het tijdschrift Vliegwereld. Hij was oprichter en eerste directeur van de Rijksluchtvaartschool RLS, met de rang reserve Generaal-majoor-vlieger werd hij Directeur Materieel Luchtmacht.

## Kinderjaren
Bach was in 1911 zes jaar toen Anthony Fokker in zijn zelfgebouwde vliegtuigje de Spin zijn befaamde rondjes vloog boven de toren van de Grote of Sint-Bavokerk in Haarlem. Zijn vader, een luchtvaart-enthousiasteling, moet daar thuis met groot ontzag over verteld hebben. Het gezin Bach verhuisde naar Zeist om dichter bij de vliegbasis Soesterberg te kunnen zijn, want vader Bach droomde ervan een eerste postvlucht van Holland naar Java te kunnen organiseren. Hij was een succesrijk zakenman en kon het zich permitteren in Duitsland uit de restanten van de Eerste Wereldoorlog een Albatros D.II te kopen. Deze tweedekker werd door een Duitse piloot naar Soesterberg gevlogen. Maar die piloot kon daar de stukken hei die als landingsbaan dienden, niet vinden en vloog daarom door naar Zeist. Daar zag hij de net nieuwe gebouwen van de Gero zilverfabriek aan voor hangars en besloot in een dichtbij gelegen aardappelveld te landen. Bij de landing sloeg de Albatros over de kop en was total loss. De piloot kwam met de schrik vrij. Vader Bach liet een vliegtuigtent in de achtertuin van huize Bach in Dorpsstraat 48 te Zeist zetten en liet daarin de brokstukken van de Albatros leggen. Dit tot groot plezier van zijn zoon. In diens memoires schreef hij hierover: Ik heb er heerlijk geoefend in het bewegen van de stuurstok en het voetenstuur en het demonteren van de onderdelen die ik wel eens van binnen wilde zien.
Vader Bach liet zich door het verlies van de Albatros niet uit het veld slaan en kocht meteen een tweede Albatros in Duitsland, maar dat toestel kwam per goederentrein naar Nederland. In die periode schreef de regering in Den Haag een prijsvraag uit met grote beloning voor wie als eerste een postvlucht naar Batavia zou maken. Vader Bach leerde op Soesterberg de luitenant-vlieger George Koppen kennen die die prijs wel wilde winnen met de Albatros. Maar toen gooide de Engelse regering roet in het eten, met een verbod op het landen met een Duits vliegtuig op de onder Engels gezag staande vliegvelden op de route naar Nederlands-Indië. Die regering had immers stellig beweerd álle Duitse vliegtuigen in de oorlog vernietigd te hebben! Dus ging ook deze door vader Bach geplande vlucht niet door. (Luitenant Koppen zou in 1927 met een Fokker-vliegtuig, de Postduif, die eerste postvlucht naar Nederlands-Indië alsnog volbrengen (en in een toenmalige recordtijd van negen dagen heen en tien dagen terug).

## Opleiding
Na in Utrecht de HBS doorlopen te hebben liep Bach in 1922 stage in een Duitse fabriek van fietsonderdelen en andere metaalwaren. Drie jaar later werd hij toegelaten tot de vliegklas van Versteegh op de vliegbasis Soesterberg waar hij in 1926 zijn FAI-brevet haalde en een jaar later zijn Groot Militair Brevet. In 1940 begon hij, na een colloquium doctum gehaald te hebben, aan een rechtenstudie in Leiden. Na de sluiting van die universiteit vanwege de protestrede van de Leidse hoogleraar Rudolph Cleveringa op 26 november 1940 over het ontslag van joodse professoren, stapte hij over naar de Universiteit Utrecht alwaar hij binnen drie jaar de opleiding tandheelkunde afrondde.

## Loopbaan
In 1927 trad Bach in dienst als officier-vlieger bij de Marine Luchtvaartdienst, (LVA) op het Marine vliegkamp op de Kooy bij  Den Helder. In datzelfde jaar solliciteerde hij bij Albert Plesman, de oprichter van de KLM, naar een baan als vlieger. Maar Plesman liet Bach weten "geen geld te hebben voor nóg een vlieger." In 1929 trad Bach in dienst van de Marine Luchtvaart Dienst in Nederlands-Indië waar bij vlieger werd op de Dornier vliegboten op het Marinevliegkamp Merembang, met als belangrijkste taken de Visserij-patrouilles en de controle op smokkelschepen. In datzelfde jaar werd hij vaste medewerker van het Nederlands-Indische blad Luchtvaart en begon daarmee zijn carrière als schrijver over de vliegerij voor een breed publiek. Weer een jaar later kreeg hij een uitnodiging van Albert Plesman, directeur van de KLM, om KLM-vlieger te worden. Bach ging op die uitnodiging in; zijn eerste functie werd tweede vlieger onder Iwan Smirnoff op de geregelde lijn naar Ned.-Indië. In 1935 richtte Bach samen met Frans Habnit het weekblad Vliegwereld op en werd hij als luitenant-vlieger gestationeerd op de vliegbasis Soesterberg met als hoofdtaak instructeur blindvlieger. Bij het begin van de mobilisatie, in 1939 werd Bach bevorderd tot resevekapitein-vlieger.
Ook in 1939 ging hij met een aankoopcommissie van de Luchtmacht (LVA) naar de V.S. om daar jachtbommenwerpers te kopen. In totaal 18 jachtbommenwerpers werden gekocht, van verschillende fabrikanten: Douglas, Curtiss-Wright en Lockheed. 
Begin 1943 vestigde Bach zich als tandarts in de wijk Marlot in Den Haag. Na de oorlog, in 1948, kreeg Bach door - toen nog prinses - Juliana het Bronzen Kruis uitgereikt, wegens het moedig optreden tegen de vijand (in de meidagen van 1940) en de inzet van de 3e afdeling jachtgroep bij het vliegveld Ypenburg en bij de verdediging van de toegangswegen van Den Haag waardoor de Koninklijke familie en de Regering konden ontsnappen. In 1953 werd Bach bevorderd tot reserve-generaal-majoor vlieger en benoemd als directeur materieel van de Koninklijke luchtmacht. Hij was toen betrokken bij de aankoop van de Hawker Hunter Thunderstreak straaljager. Een jaar later raakte hij in Engeland zwaar gewond als inzittende van een Bentley die met een vrachtauto botste. De Engelse chauffeur kwam daarbij om het leven. Bach zelf overleefde de ernstige verwondingen aan zijn borst ternauwernood.
In 1954 nam Bach ontslag uit de luchtmacht en trad weer in dienst van de KLM om daar bedrijfsdirecteur vluchtproductie te worden.
In 1958 opende Bach de KLM-dienst Amsterdam-Moskou. Later dat jaar nam hij ontslag bij de KLM wegens een pilotenstaking en een hooglopend conflict met prins Bernhard, die toen commissaris bij de KLM was, over de aanschaf van elf Lockheed Electra passagierstoestellen. Bach vond dat een "slechte kist" en kreeg daarin gelijk, want in 1959 en 1960 crashten in de VS drie van die toestellen, met vele doden tot gevolg. Geen van de elf KLM-toestellen is gecrasht, maar in de jaren na de aanschaf en de crashes in de VS zijn aan alle Electra's wel verbeteringen aangebracht en gebruiksvoorschriften aangescherpt, waaronder het verlagen van de maximaal toegestane vliegsnelheid.
In 1961 werd Bach lid van de raad voor de luchtvaart en begon hij zijn memoires te schrijven.
In 1970 overleed Bach in San Remo (It.)

## Gezin
Bach trouwde in 1938 met Corrie Adriana Deinum. Het echtpaar kreeg twee zonen, onder wie de latere muziekpublicist Govert Jan Bach.

## Publicaties
- Een vlucht met de autogiro, Vliegwereld, 1936
- Vliegwereld-Proefvluchten: De Scheldemeeuw. J.A. Boom, Haarlem, 1936
- Vliegerhandboek. Wed. Ahrend & Zonen, Amsterdam, 1935
- Vliegtechnisch handboek. Wed. Ahrend & Zonen, Amsterdam, 1941-1945
- Vervlogen Jaren - Memoires van luchtvaartpionier Jan Bach (red. B. Bach en Govert Bach), Flying Pencil, 2018

Over Bach e.a.
- Küpfer, C.C., Zwerver in het luchtruim - De avonturen van een Nederlandschen vlieger, Van Holkema & Warendorf, Amsterdam, 1941
- Küpfer, C.C., Nederlandse vliegers in het vuur. Boom-Ruygrok, Haarlem, 1946
- Bartels, A.C., Een vliegklas zwermt uit. Militair Luchtvaart Museum, Soesterberg, 2007
- Vos, Hans, Onze Vliegers in Mei 1940. Stichting De Meivliegers, Amsterdam, 2009